# Il finale
Il finale è un singolo del cantante italiano Entics, il terzo estratto dal quarto album in studio Purple Haze e pubblicato il 3 marzo 2017.

## La canzone
Il finale è un brano che spazia dall'alternative R&B ad un hip hop melodico e cantato, ed è stato prodotto da Dj Nais. Nel brano il cantante parla, tra consapevolezza e introspezione, della sua evoluzione e crescita sia artistica che personale avvenuta grazie a una consapevolezza ed una convinzione raggiunte insieme alla maturità conquistata nei precedenti anni.

## Video musicale
Il videoclip del brano, diretto da Fabio Berton, è stato girato a Brighton e pubblicato il 10 marzo del 2017 sul canale VEVO dell'artista.